# Kate del Castillo
Kate del Castillo Negrete Trillo (Cidade do México, 23 de outubro de 1972) é uma atriz mexicana, conhecida por suas participações na televisão e cinema mexicana e estado-unidense. Aos 20 anos, del Castillo tornou-se conhecida por seu papel principal na telenovela Muchachitas da Televisa em 1991. Posteriormente, continuou sua carreira no cinema e na televisão na América Latina, desempenhando papéis principais nas novelas Alguna vez tendramos alas (1997), Ramona (2000) e Bajo la misma piel (2003-04).
Em 2011, del Castillo ganhou reconhecimento mundial por desempenhar o papel principal na série, da Telemundo, La Reina del Sur. Em 2017, ela estrelou a série de drama político da Netflix Ingobernable, interpretando Primeira Dama do México Emilia Urquiza. Kate fez sua estreia em Hollywood, desempenhando um papel de protagonista feminina no filme dramático de 2007 Sob a Mesma Lua e depois apareceu em papéis coadjuvantes nos filmes No Good Deed (2014), The 33 (2015), El Chicano (2019) e Bad Boys for Life (2020).

## Biografia

### Primeiros anos de vida
Del Castillo nasceu na Cidade do México, México. Ela é filha de Kate Trillo e Eric del Castillo, uma lenda do cinema mexicano e um ator de novela. Del Castillo tem dois irmãos: uma irmã, a jornalista Verónica del Castillo, e um meio-irmão, Ponciano, do lado de seu pai.

### Início de carreira
Del Castillo fez sua estréia como atriz em 1978, quando participou de um filme chamado The Last Escape. Na TV, apareceu pela primeira vez em Video Exitos, com Gloria Calzada, mas foi demitida por problemas de bastidores. Também apareceu em programas como Papa Soltero e Doctor Cándido Pérez. Ela ficou conhecida em 1991, quando atuou como Letícia em Muchachitas, uma telenovela exibida em vários países da América Latina (que atingiu o topo de audiência no México, Porto Rico, Venezuela e Peru). No ano seguinte, ela estrelou Mágica juventud. Seus outros papéis de protagonista nos anos 90 foram em Azul (1996), Alguna vez tendremos alas (1997) e La mentira. Em 1995, ela apareceu no videoclipe "Fuego de Noche, Nieve de Día", de Ricky Martin.
No início dos anos 2000, Del Castillo desempenhou papéis protagônicos nas novelas Ramona (2000), El derecho de nacer (2001) e Bajo la misma piel (2003-2004). Em 2003, ela estreou na televisão americana, desempenhando um papel recorrente na série de comédia American Family, estrelada por Edward James Olmos e Sônia Braga. Em 2009, ela teve um papel recorrente na série de drama com comédia sombria, Weeds, interpretando Pilar Zuazo, uma mulher poderosa na política mexicana. Entre 2002 e 2003, embarcou em uma turnê internacional ao lado do ator argentino Saúl Lisazo com a peça Cartas de Amor. Em 2005, ela estrelou ao lado de Demián Bichir no filme de comédia romântica American Visa.
Em 22 de agosto de 2005, foi relatado pela polícia que sua nova casa, em Los Angeles, havia sido invadida por ladrões, que levaram algumas jóias da atriz. Kate estava em Los Angeles filmando "Bordertown", que se tornou seu primeiro papel em Hollywood, um filme sobre as mortes em Ciudad Juárez, ao lado de Jennifer Lopez, quando o roubo ocorreu.

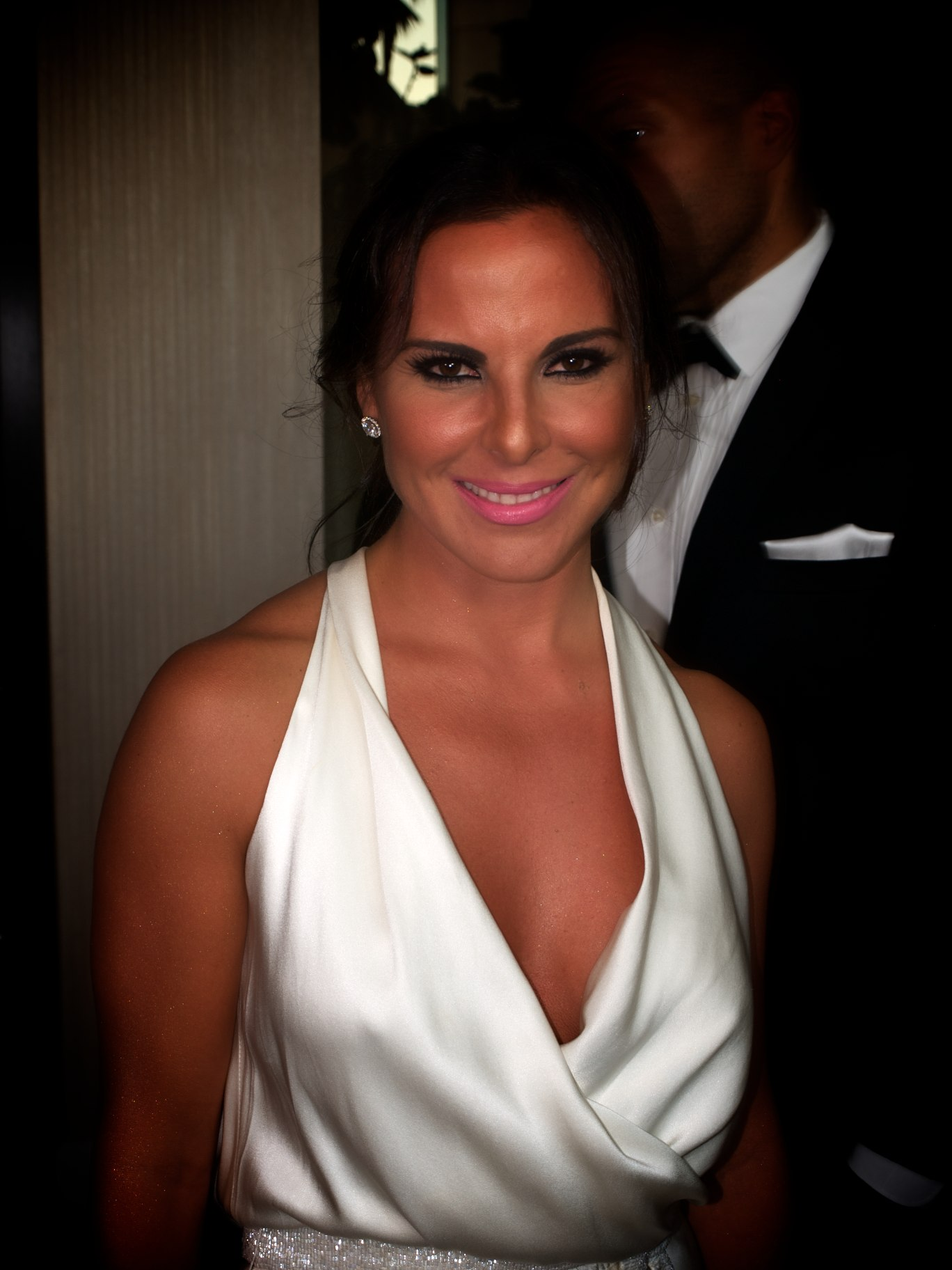
Kate em 2012 no Imagen Awards

Em 2007, ela estrelou o filme de drama Sob a Mesma Lua, dirigido por Patricia Riggen. O filme arrecadou US $ 23,3 milhões contra um orçamento de US $ 1,7 milhão. Ela também estrelou vários filmes independentes, incluindo The Black Pimpernel (2007) e Julia ao lado de Tilda Swinton.

### 2011 - presente: trabalhos recentes

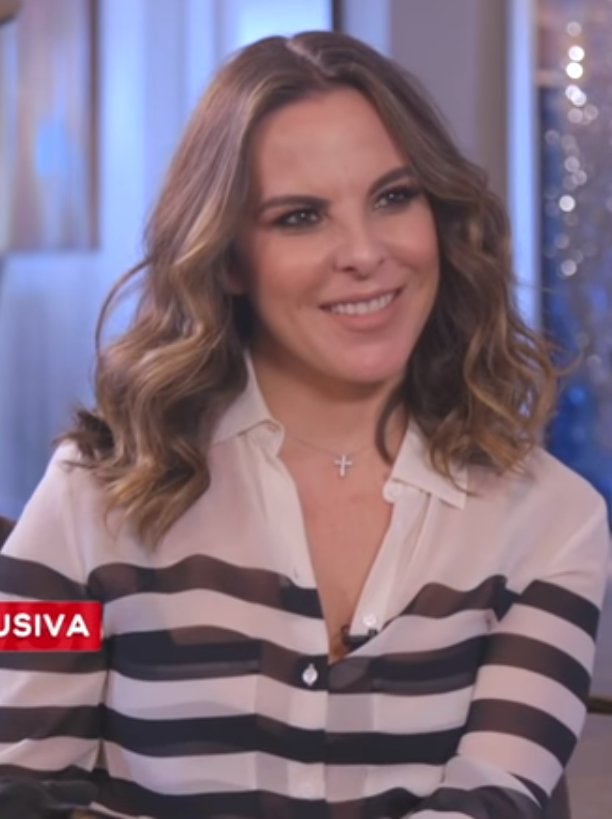
Kate del Castillo em 2016

Em 2011, Del Castillo estrelou como Teresa "La Mexicana" Mendoza na telenovela da Telemundo La reina del sur, com base em um romance de mesmo nome do autor espanhol Arturo Pérez-Reverte, um papel que disparou mais ainda sua fama pela América Latina. Com um orçamento de US $ 10 milhões, é a segunda novela mais cara já produzida pela Telemundo. A série foi renovada posteriormente para uma segunda temporada, que estreou em 2019. Kate del Castillo continuou sua colaboração com Telemundo em 2015, estrelando Dueños del paraíso. A telenovela é inspirada no comércio de drogas de Miami na década de 1970.
Ela também apareceu em vários programas de televisão americanos, incluindo CSI: Miami, Grimm e Dallas. Em 2015, ela teve um papel recorrente como ex-esposa de Rogelio de la Vega na série de comédia da CW, Jane the Virgin.
Em 20 de novembro de 2015, Del Castillo lançou uma nova marca de tequila chamada Honor del Castillo em associação com a família Vivanco. Ela atua como porta-voz da marca. Del Castillo também apareceu em campanhas publicitárias da L'Oréal e Ford.
Em 2012, Kate estrelou o filme mexicano Colosio: El asesinato, que gira em torno do assassinato do candidato presidencial mexicano Luis Donaldo Colosio. No ano seguinte, ela estrelou o drama americano de prisão K-11. Nos últimos anos, Del Castillo apareceu em muitos filmes americanos, incluindo interpretando a ex de Idris Elba no suspense No Good Deed de 2014, a esposa de Antonio Banderas no drama de sobrevivência e desastre Os 33, All About Nina (2018), El Chicano (2019) e Bad Boys for Life (2020).
Em 2017, ela estrelou a série de suspense político da Netflix, Ingobernable, interpretando a fictícia Primeira Dama do México, Emilia Urquiza. A segunda temporada estreou em 2018.

## Vida pessoal
Em 3 de fevereiro de 2001, ela se casou com o jogador Luis García. O casamento não durou muito e após uma conturbada relação foi dissolvido em 1 de setembro de 2004, com Kate del Castillo alegando que sofria violência doméstica. Ela também teve um romance com o ator Demián Bichir. Em 3 de setembro de 2008 foi anunciado que ela estava noiva do ator Aarón Díaz. Depois disso eles foram  viver em Los Angeles, na Califórnia. Se casaram diante de seus amigos e familiares, que se mostraram felizes com a notícia, no dia 29 de agosto em uma luxuosa fazenda de propriedade dos pais de Aarón na cidade de San Miguel de Allende no estado de Guanajuato.  Membros da imprensa chegaram uma hora mais cedo para tentar tirar algumas fotos, mas não conseguiram imagens como aconteceu no primeiro casamento dela. Os dois se divorciaram em 2011.

## Filmografia

### Televisão
| Ano        | Título                                              | Personagem                 | Notas                                    |
| ---------- | --------------------------------------------------- | -------------------------- | ---------------------------------------- |
| 1991       | Muchachitas                                         | Leticia Bustamante         | Televisão debut                          |
| 1992       | Mágica juventud                                     | Fernanda                   |                                          |
| 1994       | Imperio de cristal                                  | Narda Lombardo             |                                          |
| 1995       | Mujer, casos de la vida real                        | —                          | Episódio: "Aunque parezca mentira"       |
| 1996       | Azul                                                | Alejandra                  |                                          |
| 1997       | Alguna vez tendremos alas                           | Ana Hernández              |                                          |
| 1998       | La mentira                                          | Verónica Fernández-Negrete |                                          |
| 2000       | Ramona                                              | Ramona                     |                                          |
| 2001       | El derecho de nacer                                 | María Elena del Junco      |                                          |
| 2002       | American Family                                     | Ofelia                     |                                          |
| 2003       | Bajo la misma piel                                  | Miranda Murillo Ortiz      |                                          |
| 2004       | Kate Del Castillo en La Riviera Maya                | Kate                       | Telefilme                                |
| 2009       | The Cleaner                                         | Josefina                   | Episódio: "Does Everybody Have a Drink?" |
| 2009       | Weeds                                               | Pilar Zuazo                |                                          |
| 2009       | El Pantera                                          | Coco                       |                                          |
| 2009       | Vidas cruzadas                                      | Mariana                    | Webnovela                                |
| 2011–18    | La Reina del Sur                                    | Teresa Mendoza             |                                          |
| 2011       | CSI: Miami                                          | Anita Torres               | Episódio: "Killer Regrets"               |
| 2012       | Grimm                                               | Valentina Espinosa         | Episódio: "La Llorona"                   |
| 2013       | Dallas                                              | Sergeant Marisela Ruiz     | Episódio: "JR's Masterpiece"             |
| 2013       | Arranque de pasion                                  | Ela                        | Webnovela                                |
| 2014       | Killer Women                                        | Esmeralda Montero          | Episódio: "Queen Bee"                    |
| 2015       | Dueños del paraíso                                  | Anastasia Cardona          |                                          |
| 2015       | Jane the Virgin                                     | Luciana Leon               |                                          |
| 2016       | Telenovela                                          | Kate                       | Episódio: "The Rivals"                   |
| 2017–atual | Ingobernable                                        | Emilia Urquiza             |                                          |
| 2017       | The Day I Met El Chapo: The Kate del Castillo Story | Ela mesma                  |                                          |

### Cinema
| Ano  | Título                               | Personagem                 | Notas                           |
| ---- | ------------------------------------ | -------------------------- | ------------------------------- |
| 1978 | Los de abajo                         |                            |                                 |
| 1980 | El último escape                     | Bárbara                    |                                 |
| 1997 | Educación sexual en breves lecciones | Ana                        |                                 |
| 1997 | Reclusorio                           | Estrella Uribe             | Segment: "Sangre entre mujeres" |
| 2004 | Avisos de ocasión                    | Amanda                     |                                 |
| 2005 | American Visa                        | Blanca                     |                                 |
| 2006 | Bordertown                           | Elena Díaz                 |                                 |
| 2006 | Lime Salted Love                     | Isabella Triebel           |                                 |
| 2007 | El precio de la inocencia / Trade    | Laura                      |                                 |
| 2007 | The Black Pimpernel                  | Consuelo Fuentes           |                                 |
| 2007 | La misma luna                        | Rosario Reyes              |                                 |
| 2008 | Julia                                | Elena                      |                                 |
| 2008 | Bad Guys                             | Zena                       |                                 |
| 2009 | Down for Life                        | Esther                     |                                 |
| 2011 | ¿Y dónde están los hombres?          | Cleotilde                  |                                 |
| 2012 | Colosio: El asesinato                | Verónica                   |                                 |
| 2012 | K-11                                 | Mousey                     |                                 |
| 2013 | A Miracle in Spanish Harlem          | Eva                        |                                 |
| 2014 | El crimen del Cácaro Gumaro          | Kate / Rosario             |                                 |
| 2014 | No Good Deed                         | Alexis                     |                                 |
| 2014 | The Book of Life                     | La Muerte (voz)            |                                 |
| 2014 | Visitantes                           | Ana                        |                                 |
| 2015 | Os 33                                | Katy Valdivia de Sepúlveda |                                 |
| 2016 | El Americano: The Movie              | Rayito (voz)               |                                 |
| 2018 | All About Nina                       | Lake                       |                                 |
| 2019 | El Chicano                           | Cartel Leader              |                                 |
| 2020 | Bad Boys for Life                    | Isabel Aretas              |                                 |
| 2022 | Hunting Ava Bravo                    | Ava Bravo                  |                                 |

## Prêmios e indicações
| Ano  | Festival                                               | Categoria                                  | Nomeações                                  | Resultado |
| ---- | ------------------------------------------------------ | ------------------------------------------ | ------------------------------------------ | --------- |
| 1992 | Prêmio TVyNovelas                                      | Melhor Atriz Revelação                     | Muchachitas                                | Indicada  |
| 1994 | Prêmio Eres                                            | Melhor Atriz Jovem                         | Imperio de cristal                         | Venceu    |
| 1995 | Prêmio TVyNovelas                                      | Melhor Atriz Jovem                         | Imperio de cristal                         | Venceu    |
| 1998 | Prêmio TVyNovelas                                      | Melhor Atriz Jovem                         | Alguna vez tendramos alas                  | Indicada  |
| 1999 | Prêmio TVyNovelas                                      | Melhor Atriz Jovem                         | La mentira                                 | Indicada  |
| 1999 | Prêmios Bravo                                          | Melhor Atriz Protagonista                  | La mentira                                 | Venceu    |
| 2005 | Prêmio Ariel do Cinema Mexicano                        | Melhor Atriz                               | America Visa                               | Indicada  |
| 2006 | Festival de Cine Ibero-americano de Huelva             | Melhor Atriz                               | America Visa                               | Venceu    |
| 2008 | Diosas de Plata de los Periodistas de Cinema de México | Melhor Atriz                               | La misma luna                              | Indicada  |
| 2011 | Diosas de Plata de los Periodistas de Cinema de México | Prêmio especial pela carreia internacional | Prêmio especial pela carreia internacional | Venceu    |
| 2011 | Prêmios People en Español                              | Melhor Atriz                               | La reina del sur                           | Venceu    |
| 2011 | Prêmios People en Español                              | Melhor Par Romântico (com Iván Sánchez)    | La reina del sur                           | Indicada  |
| 2011 | Prêmios People en Español                              | Melhor Par Romântico (com Rafael Amaya)    | La reina del sur                           | Indicada  |
| 2013 | Diosas de Plata de los Periodistas de Cinema de México | Melhor Atriz                               | Colosio: El asesinato                      | Indicada  |
| 2015 | Diosas de Plata de los Periodistas de Cinema de México | Melhor Atriz                               | Visitantes                                 | Indicada  |
| 2018 | Prêmio Platino                                         | Melhor Atriz em Série                      | Ingobernable                               | Indicada  |